# ノヴァウニオン
ノヴァウニオン（Nova União）は、ブラジルのブラジリアン柔術道場及び、総合格闘技のチーム。ブラジル・リオデジャネイロ州フラメンゴに本部を置く。

## 概要
1994年にアンドレ・ペデネイラスとウェンデル・アレクサンダーがブラジリアン柔術道場として設立。
2008年頃からジョゼ・アルドやヘナン・バラオン、マルロン・サンドロ等の活躍で総合格闘技チームとしても世界的に知られるようになった。
日本においては東京都豊島区巣鴨に本部を置くノヴァウニオン・ジャパンが直系アカデミーとして活動を行っている。

## コーチングスタッフ
- アンドレ・ペデネイラス - ヘッドコーチ
- ホビソン・モウラ - コーチ

## 主な所属選手
- ジョゼ・アルド（元UFC世界フェザー級王者）
- ヘナン・バラオン（元UFC世界バンタム級王者）
- エドゥアルド・ダンタス（元Bellator世界バンタム級王者）
- グレイ・メイナード
- ターレス・レイチ
- レオナルド・サントス
- ケトレン・ヴィエラ
- ジョニー・エドゥアルド
- ハクラン・ディアス
- ジョン・マカパ
- ディエゴ・ヌネス

### ノヴァ・ウニオン・ジャパン
- 赤井太志朗

## 元所属選手
- BJ・ペン（元UFC世界ライト級、ウェルター級王者）
- ジュニオール・ドス・サントス（元UFC世界ヘビー級王者）
- マルロン・サンドロ
- クラウディア・ガデーリャ
- グローバー・テイシェイラ
- アレッシャンドリ・パントージャ
- ジュシー・フォルミーガ
- ビトー・"シャオリン"・ヒベイロ
- グレイゾン・チバウ
- マルコ・ロウロ
- ジョン・ホーキ
- ヴィラミー・シケリム
- トニー・デソーザ
- ヴァグネイ・ファビアーノ